# All I Need (песня Radiohead)
«All I Need» (с англ. — «Все, что мне нужно») — песня английской рок-группы Radiohead, продюсером которой является Найджел Годрич, с их седьмого студийного альбома In Rainbows. Она была выпущена как промосингл 5 января 2009 года и является пятым и последним синглом с альбома In Rainbows. Одна из самых прямых песен о любви группы. «All I Need» — это мрачный трек, в котором фронтмен группы Том Йорк поет об одержимости и неразделенной любви.
В поддержку компании MTV EXIT по борьбе с торговлей людьми Radiohead выпустили видеоклип на «All I Need», срежиссированный Стивом Роджерсом, премьера которого состоялась 1 мая 2008 года. Этот клип, в котором сравнивается судьба двух мальчиков из разных экономических кругов, получил признание критиков и множество наград.

## Запись
Radiohead впервые исполнили «All I Need» 20 июня 2006 года в «театре Аудиториум» в Чикаго, Иллинойс. Вокалист Том Йорк перед выступлением сказал, что они «набросали песню ранее и могут ошибаться при игре».
Radiohead записали «All I Need» для их седьмого студийного альбома In Rainbows. Они использовали фанатскую запись дебютного выступления, загруженную на YouTube, в качестве ориентира при работе в студии. Йорк сказал: «Это всё не лучшего качества, это всё записано с мобильного телефона, но… это своего рода элемент, который я действительно нахожу невероятно захватывающим».
Гитарист Джонни Гринвуд хотел запечатлеть эффект белого шума, создаваемого «когда группа громко играет в комнате и начинается весь этот хаос». Не имея доступа к записи в студии, у Гринвуда был в распоряжении ансамбль «the Millennia Ensemble», который мог воспроизвести любую ноту на любой частоте. Так же он перезаписал свою партию на виоле.
Гитарист Эд О'Брайен настроил четыре нижние струны на тональность E, создав тем самым «толстый» звук в сочетании с примочкой, позволяющей задерживать звук на неопределённое время, и педалью дилэй. Йорк сказал, что финальная версия «All I Need» была комбинацией четырех разных дублей.

## Композиция
«All I Need» — мрачная песня с лирикой, в которой подробно описываются одержимость и любовь. Она включает в себя струнные, синтезаторы, колокольчики и пианино. Роберт Сандалл из газеты The Daily Telegraph описывал песню, как «самую прямую песню о любви Йорка», а Rolling Stone назвали ее одной из «самых интенсивных любовных песен, которые он когда-либо пел».
Лирика Йорка включает в себя метафоры, описывающие неразделенную любовь, описывающие себя как «животное, пойманное в ловушку своей горячей машине». В финальном крещендо, «самом чистом месте» альбома, Йорк поет «it’s all right, it’s all wrong», а барабанщик Фил Селуэй начинает играть свою партию.

## Выпуск
«All I Need» заканчивает первую половину альбома In Rainbows. 5 января 2019 года, лейблы ATO Records и TBD Records пустили песню в ротацию на радио Adult album alternative, тем самым выпустив пятый и последний сингл с альбома In Rainbows. CD-копии сингла были распространены TBD Records в рекламных целях, чтобы совпасть с выпуском радио, который включал подробное описание номинации Radiohead на 51-й ежегодной премии Грэмми.
Йорк сделал ремикс «All I Need» в качестве новой песни «Honey Pot», сыгранной во время его гостевого выступления на радиостанции KCRW в июне 2013 года.

## Музыкальный клип
Radiohead сделали клип на «All I Need» в поддержку компании MTV EXIT по борьбе с торговлей людьми и современным рабством. Йорк говорил об этом клипе:

Это круто, что MTV занимается этим… Хорошо, что продвигает это в массы, потому что я не считаю это проблемой узкого круга лиц; Я считаю это вопросом политической стабильности… Если [кампания] сделает хорошую вещь, расскажет о концепции рабства, о том чем она является, сделает её менее запретной. Если они смогут сделать что-то, чтобы все могли спокойно общаться на эту тему, а политики на западе признают тот факт, что это проблема, ну, тогда мы делаем хорошую вещь.Оригинальный текст (англ.)It's cool that MTV is taking this up ... it's good it's hitting the mainstream, because I don’t consider it a left-wing issue; I consider it a political-stability issue ... If [the campaign] does one good thing, it's to make this concept of slavery — which is what it is — less taboo. If they can make it something that is OK for us to talk about, and for politicians in the west to actually accept that this is an issue, well, then we're doing a good thing.
— 
Музыкальный клип был срежиссирован Стивом Роджерсом и снят в Австралии оператором Джоном Силой. Его премьера состоялась 1 мая 2008 года. На раздельном экране изображен день из жизни двух детей с разных сторон света: мальчик с левой стороны из богатой семьи и мальчик с правой стороны, вынужденный работать в потогонной мастерской, где производят обувь, которую носит богатый мальчик. Видеоролик получил 16 наград, в том числе награду UNICEF-CASBAA по правам ребенка в Азиатско-Тихоокеанском регионе, the Bronze ANDY за фильм на International Andy Awards, In Book for Music Video на the 2009 D&AD Awards и «the Bronze Lion for Film» на Международном фестивале творчества «Каннские львы».

## Участники записи
Radiohead
- Том Йорк
- Колин Гринвуд
- Джонни Гринвуд
- Эд О’Брайен
- Фил Селуэй

Дополнительный персонал
- Найджел Годрич — продакшн, сведение, участие в создании звука
- Дан Греч-Маргерат — участие в создании звука
- Боб Людвиг — мастеринг
- The Millennia Ensemble — струнные
- Хьюго Николсон — участие в создании звука
- Грэм Стюарт — препродакшн
- Ричард Вудкрафт — участие в создании звука